# 로젠하임

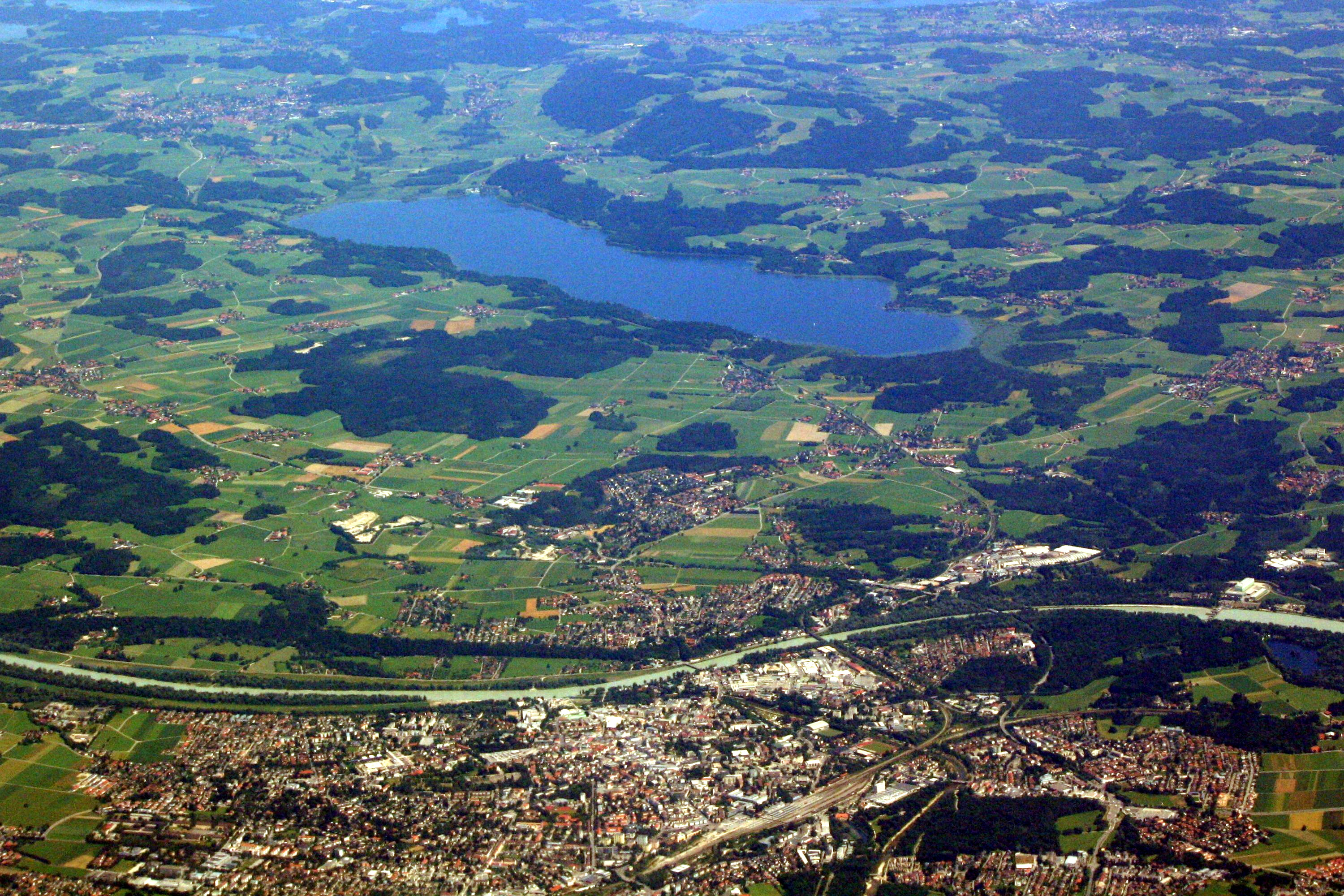
로젠하임의 전경

로젠하임(Rosenheim)은 독일 바이에른주 오버바이에른현에 있는 독립이다.

## 기본 정보
- 면적: 37,25 제곱킬로미터
- 인구: 61299명 (2010년 12월 기준)
- 인구밀도: 제곱킬로미터 당 1640명
- 우편번호: 83022 - 83028
- 자동차번호: RO
- 시장: 바이에른 기독교 사회연합 가브리엘레 바우어

## 출신 인물
- 헤르만 괴링